# Сантьяго, Хесус
Хесус Сантьяго Перес (исп. Jesús Santiago Pérez; род. 26 февраля 2004, El Estrecho de San Ginés, Картахена), более известный как Йелью Сантьяго (исп. Yellu Santiago) — испанский футболист, полузащитник клуба «Хетафе».

## Клубная карьера
Сантьяго — воспитанник клубов «Минера», «Картахена», «Торре Пачеко» и «Валенсия». 19 апреля 2022 года в матче против «Вильярреала» он дебютировал в Ла Лиге в составе последних. В начале 2024 года Сантьяго перешёл в «Хетафе». 29 января в матче против «Гранады» он дебютировал за новый клуб. 16 марта в поединке против «Жироны» Йелью забил свой первый гол за «Хетафе».